# ボージェの戦い
ボージェの戦い（ボージェのたたかい、英: Battle of Baugé, 仏: Bataille de Baugé）は、 1421年にフランス西部のボージェ（現メーヌ＝エ＝ロワール県）で起こった、フランス王国・スコットランド王国連合軍とイングランド王国軍の戦いである。百年戦争中にイングランド軍が喫した主な敗戦の一つで、イングランド王ヘンリー5世の弟クラレンス公トマス・オブ・ランカスターが戦死した。この報復のため遠征軍を率いてフランスに乗り込んだヘンリー5世も、翌年疫病にかかって病死し、百年戦争の転機の一つとなった。

## 背景
1415年、イングランド王ヘンリー5世は1万の兵を率いてフランスに上陸し、2カ月後にアジャンクールの戦いでフランス軍を大敗させた。イングランドと同盟を結ぶブルゴーニュ派はこれに乗じてパリを掌握し、1417年に再上陸したイングランド軍は北部の都市ルーアンを陥落させ、ノルマンディーもイングランドの手に落ちた。国王に忠誠を誓うアルマニャック派と親英のブルゴーニュ派は内戦状態に突入していた。絶望的な戦況の中で、フランスの王太子（ドーファン）シャルル（後のシャルル7世）は1419年、スコットランド王国に助けを求めた。1295年からフランスと同盟を結んでいたスコットランドはバカン伯ジョン・ステュアート率いる援軍を送り込み、スコットランド軍は王太子軍の中核となって下ロワール渓谷地方の防衛に当たった。
ヘンリー5世は1421年に本国に帰還する際に、自身の推定相続人である弟のクラレンス公トマス・オブ・ランカスターをフランス駐留軍の司令官として残した。クラレンス公は兄の指示に従い、4千の兵を率いてアンジューやメーヌ周辺で騎行（Chevauchée、騎兵で敵地深く侵入して略奪や破壊などを行うイングランド軍の戦術）を行ったが、ほとんど抵抗に遭わず、ボージェ近郊で野営した。このとき、バカン伯とフランス元帥ジルベール・モティエ・ド・ラファイエットに率いられた約5千のフランス・スコットランド軍もまた、イングランド軍の進撃を防ぐためにボージェ付近まで到達していた。略奪のために周辺を漁っていたイングランド弓兵の一部隊がスコットランド騎士を捕らえ、クラレンス公の前に引き据えた。クラレンス公は戦端を開こうとはやったが、翌日はキリスト教の重要な祭日の一つである復活祭の日曜日だったため、両軍の指揮官は復活祭の間の休戦に合意した。

## 戦闘

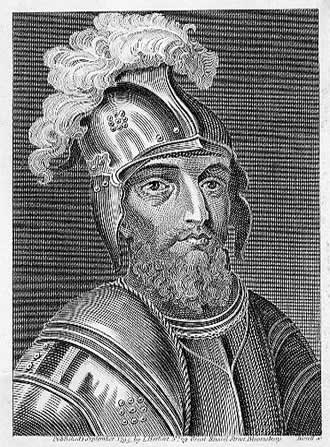
バカン伯ジョン・ステュアート。ボージェでスコットランド軍の指揮を執った。

クラレンス公はフランス・スコットランド軍の戦力を過小評価していた。奇襲で一気にけりをつけようとし、陣立てを整えるべきだと主張する副官の意見具申を退けると、3月22日に手元の装甲兵士1500のみを率いて敵陣へ突撃した。略奪のために分散していた弓兵をまとめて速やかに後に続くようにソールズベリー伯に命じてはいたが、自身が率いる部隊には弓兵の援護は無いままだった。
両軍の間には橋があり、これを渡ろうとするイングランド兵と押し返そうとするスコットランド兵の間で戦端が開かれた。約100人のスコットランド弓兵は、バカン伯が全軍を橋に差し向けるまで粘り強く反撃し、イングランド装甲兵士の攻撃を持ちこたえた。クラレンス公が率いるイングランド兵は敵弓兵の反撃で打ち減らされ、ようやく橋を渡ったところで連合軍の主力とぶつかった。乱戦の中で槍を受けて落馬したクラレンス公は敵兵に討ち取られた。敵将を殺したのがスコットランド兵かフランス兵かは諸説ある。散り散りになっていた弓兵を集めることに成功したソールズベリー伯は午後になって戦場に到着し、敗残兵を救出すると共にクラレンス公らの死体を収容した。イングランド貴族のエクセター公とサマセット伯の兄弟は捕虜になった。

## 戦後
フランス・スコットランド軍に大きな被害はなかった。一方のイングランド軍はフランス駐留軍司令官かつイングランド王位の継承者たるクラレンス公が殺害され、多くの貴族を失ったが、ソールズベリー伯が巧妙に退却戦を指揮したため壊滅することなしに撤退した。
ヘンリー5世は前年に結婚した王妃キャサリン・オブ・ヴァロワの戴冠式を終え、イングランド北部を旅行中にボージェの敗報と弟の死を聞くと、4千から5千の兵を率いてフランスに戻った。1421年6月10日に英仏海峡に面するカレーに上陸すると、パリに向かう前にシャルル王太子側の町の攻略に取りかかった。パリの東にある強固に要塞化された王太子側の都市モーの攻城戦は7カ月に及び、1422年5月にようやく陥落させたが、続く軍事行動の最中の8月にヘンリー5世は病死した。死因は赤痢と言われている。
ヘンリー5世死去を受け、摂政のベッドフォード公が引き続き指揮をとって百年戦争は継続し、イングランド軍は大陸で戦勝を重ねた。ボージェのイングランド軍の敗戦の要因は、クラレンス公が弓兵の援護なしに突撃してしまったことだったが、1424年8月のヴェルヌイユの戦いではイングランド弓兵が効果的に働き、シャルル王太子のフランス軍を壊滅させた。スコットランド王ジェームズ1世は同年帰国して王座についたが、フランスへの援軍についてはもはや消極的になっていた。